# Erich Maechler
Erich Maechler eller Erich Mächler, (født 24. september 1960 i Hochdorf) var en professionel schweizisk cykelrytter. Ved Tour de France i 1987, havde han den gule førertrøje i 6 dage.